# Michelle Martin (squash)
Ne doit pas être confondu avec Michelle Martin (affaire Dutroux).
Pour les articles homonymes, voir Michelle Martin et Martin.
Michelle Martin, née le 29 avril 1967 à Sydney, est issu d'une grande famille de squash où chez les hommes, ses frères Brett et Rodney Martin se sont distingués. Elle fut l'une des meilleures joueuses australienne de squash des années 1990 devenant n°1 mondiale à partir de mars 1993. Elle est intronisée en 2001 dans le Temple de la renommée du squash et comme légende du Squash Australia Hall of Fame.

## Biographie
Michelle Martin est née le 29 avril 1967 à Sydney, quatrième d'une famille de six enfants. Ses frères aînés Brett et Rodney sont également devenus des joueurs professionnels de haut niveau. Ses parents, qui avaient construit le centre de squash de l'Engadine sous leur maison familiale, l'ont initiée au jeu à l'âge de trois ans. Elle jouait souvent au squash avec sa famille après l'école et, à l'âge de huit ans, elle termine deuxième au championnat des moins de 13 ans de l'État. Elle déménage avec sa famille à Brisbane en 1980 et fréquente l'Everton Park State High School.
Elle se joint à l'unité de squash de l'Australian Institute of Sport peu après sa création en 1985 et fait partie du programme pour le reste des années 1980. Parmi ses entraîneurs se trouvaient les champions de squash Geoff Hunt et Heather McKay. Après avoir travaillé dans une banque, elle commence sa carrière professionnelle de squash en 1987, participant à son premier des six championnats du monde de squash par équipes. Elle participe à tous ces championnats au cours de sa carrière, sauf le championnat de 1989.
Au début des années 1990, elle envisageait d'abandonner le sport par manque de progrès (son classement mondial était stable au sixième rang depuis quelques années), jusqu'à ce que son oncle Lionel Robberds commence à l'entraîner, lui offrant un programme d'entraînement rigoureux de course à pied, de gymnastique et d'exercices physiques. Elle prend alors confiance dans son jeu et son classement mondial commence à augmenter. Fin 1990, elle rencontre Phil Harte, qui sera son manager jusqu'en 1992. Phil Harte suggère que, plutôt que de porter la chemise et la jupe traditionnelle pendant les matchs de squash, elle devrait porter un costume en lycra à deux pièces parce que c'était "quelque chose de sexy" qui "secouerait le monde du squash" et lui ferait de la publicité. Son frère Rodney devient son entraîneur en 1998.
Elle passe 44 mois comme meilleure joueuse de squash féminin au monde de mars 1993 à octobre 1996 avant que Cassie Jackman d'Angleterre ne brise sa domination ; elle est également classée numéro un mondial en 1998 et 1999. Elle remporte trois championnats du monde consécutifs de 1993 à 1995, et est finaliste de tous les championnats du monde de 1992 à 1999 à l'exception de 1996 ; elle a également remporté six British Open consécutifs de 1993 à 1998. Elle représente son pays aux Coupes du monde de squash de 1996 et 1999, et remporte des médailles d'or aux Jeux du Commonwealth de Kuala Lumpur en 1998, en simple féminin et en double mixte. Elle remporte l'Open d'Australie en 1991, 1993, 1994, 1995, 1995, 1996, 1998 et 1999. À la fin de 1999, elle annonce sa retraite, disant qu'elle avait atteint tous ses objectifs dans le sport. Elle travaille ensuite comme gérante et entraîneur des équipes juniors et seniors féminines australiennes de 2003 à 2010.

## Palmarès

### Titres
- Championnats du monde : 3 titres (1993, 1994, 1995)
- British Open : 6 titres (1993, 1994, 1995, 1996, 1997, 1998)
- US Open : 1998
- Carol Weymuller Open : 3 titres (1995, 1998, 1999)
- Australian Open : 7 titres (1991, 1993-1996, 1998, 1999)
- Heliopolis Open : 4 titres (1995, 1997, 1998, 1999)
- Championnats du monde par équipes : 4 titres (1992, 1994, 1996, 1998)

### Finales
- Championnats du monde : 4 finales (1992, 1997,1998, 1999.)
- US Open : 1999
- Carol Weymuller Open : 1997
- Open des Pays-Bas : 1988
- Australian Open : 3 titres (1988, 1990, 1997)